# Рид, Ральф
Ральф Юджин Рид (англ. Ralph Eugene Reed, Jr., р. 24 июня 1961) — американский политический и религиозный деятель. Функционер Республиканской партии США. Директор консервативной организации «Христианская коалиция» в 1990-е годы, советник предвыборного штаба Джорджа Буша-младшего. Сам Буш, победивший в феврале 2000 года Джона Маккейна на первичных выборах в Южной Каролине, говорил, что победу ему обеспечила поддержка консервативных христиан, консолидированных «Христианской коалицией».
Работал политическим консультантом в компаниях Microsoft и Enron. Фигурант крупного политического скандала с участием Джека Абрамоффа, связанного с лоббированием интересов индейских казино. В связи с этим в 2006 году он проиграл первичные выборы на пост вице-губернатора штата Джорджия Кейси Кейглу.